# Городское поселение Кашира
Городско́е поселе́ние Каши́ра — бывшее (до 2015) муниципальное образование (городское поселение) в упразднённом Каширском муниципальном районе Московской области.
Образовано в 2005 году. Включает 6 населённых пунктов, крупнейший из которых — город Кашира. Площадь территории городского поселения — 5368 га.
Глава городского поселения — Буров Сергей Юрьевич.

## Население
| 2006    | 2007    | 2008    | 2009    | 2010    | 2011    |
| ------- | ------- | ------- | ------- | ------- | ------- |
| 41 574  | ↘40 267 | ↘39 330 | ↗39 982 | ↗42 239 | ↘41 812 |
| 2012    | 2013    | 2014    | 2015    |         |         |
| →41 812 | ↘41 181 | ↘40 562 | ↘40 279 |         |         |

## История
В ходе муниципальной реформы, проведённой после принятия федерального закона 2003 года «Об общих принципах организации местного самоуправления в Российской Федерации», в Московской области были сформированы городские и сельские поселения.
Городское поселение Кашира было образовано согласно закону Московской области от 28 февраля 2005 г. № 71/2005-ОЗ «О статусе и границах Каширского муниципального района и вновь образованных в его составе муниципальных образований».
В состав городского поселения вошли город Кашира и 5 деревень Базаровского и Знаменского сельских округов. Старое деление на сельские округа было отменено позже, в 2006 году.
Упразднено 11 октября 2015 в связи с преобразованием Каширского муниципального района в городской округ.

## Состав
В состав городского поселения Кашира входили 6 населённых пунктов:
| Вид     | Наименование | Население, (2010) | ОКАТО          | Бывшая административная единица |
| ------- | ------------ | ----------------- | -------------- | ------------------------------- |
| деревня | Горки        | 61                | 46 220 810 006 | Знаменский сельский округ       |
| город   | Кашира       | 44 551            | 46 220 501     |                                 |
| деревня | Сорокино     | 79                | 46 220 802 009 | Базаровский сельский округ      |
| деревня | Терново-1    | 22                | 46 220 810 003 | Знаменский сельский округ       |
| деревня | Терново-2    | 128               | 46 220 810 004 | Знаменский сельский округ       |
| деревня | Хитровка     | 79                | 46 220 810 005 | Знаменский сельский округ       |